# Nathan Juran
Nathan Juran (* 1. September 1907 in Gurahumora, Bukowina, Österreich-Ungarn, heute Rumänien als Nathan Hertz; † 23. Oktober 2002 in Palos Verdes, USA) war ein US-amerikanischer Szenenbildner und Filmregisseur österreichischer Herkunft. Er erhielt 1942 den Oscar für das beste Szenenbild in einem Schwarzweißfilm.

## Leben und Wirken
Nathan Hertz wurde 1907 als Sohn einer jüdischen Familie im österreichischen Kronland Bukowina geboren. 1912 emigrierte seine Familie mit ihm in die Vereinigten Staaten, wo er an der Universität von Minnesota und am Massachusetts Institute of Technology in Boston studierte und im französischen Fontainebleau als Architekt abschloss. Er arbeitete daraufhin fünf Jahre in New York als Architekt und bekam 1935 die Gelegenheit, nach Hollywood zu gehen. Dort begann er als „Draftsman“ (Zeichner, Entwerfer) zunächst für RKO Pictures und ab 1939 für 20th Century Fox zu arbeiten. 1941 wechselte er ins Art Departement, wo er die Karriere als Szenenbildner einschlug. Er arbeitete zunächst zwei Jahre neben Richard Day, was bereits bei ihrem dritten Film, Schlagende Wetter, gemeinsam mit Thomas Little mit dem Oscar für das beste Szenenbild in einem Schwarzweißfilm honoriert wurde. Seine Hollywoodkarriere wurde durch den Zweiten Weltkrieg vorübergehend unterbrochen, als Juran als Feldfotograf der OSS tätig war. Juran kehrte 1946 wieder zum Film zurück, wo er erneut gemeinsam mit Day, Little sowie Paul S. Fox für den Szenenbild-Oscar für Auf Messers Schneide nominiert wurden – diesmal jedoch ohne Erfolg.
1948 wechselte Juran zu Universal Pictures, wo er mit Bernard Herzbrun zusammenarbeitete. Dort bekam er außerdem die Gelegenheit, selbst einen Film zu inszenieren. Mit mittlerem Budget ausgestattet, debütierte Juran als Regisseur von Das schwarze Schloß (Black Castle, 1952), mit Boris Karloff in der Hauptrolle. Seine Regiearbeit überzeugte, Juran setzte seine Karriere nun überwiegend als Filmregisseur fort.
Nach einigen Komödien, Dramen und Westernfilmen nahm sich Juran der Herausforderungen des fantastischen und Science-Fiction-Films an. Er begann eine Zusammenarbeit mit dem für herausragende Spezialeffekte bekannten Ray Harryhausen, woraus der Publikumserfolg The Seventh Voyage of Sinbad entstand. In den 60er-Jahren begann Juran, auch Fernsehserien zu inszenieren.

## Filmografie
Filmbauten (Auswahl)
- 1941: Charley’s Aunt (mit Richard Day; Regie: Archie Mayo)
- 1941: Schlagende Wetter (How Green Was My Valley) (mit Richard Day; Regie: John Ford)
- 1942: A Gentleman at Heart (mit Richard Day; Regie: Ray McCarey)
- 1942: The Love of Edgar Allan Poe (mit Richard Day; Regie: Harry Lachman)
- 1946: Auf Messers Schneide (The Razor's Edge) (mit Richard Day; Regie: Edmund Goulding)
- 1947: Eine brennende Liebe (The Other Love); (Regie: André De Toth)
- 1947: Jagd nach Millionen (Body and Soul); (Regie: Robert Rossen)
- 1948: Bis zur letzten Stunde (Kiss the Blood Off My Hands) (mit Bernard Herzbrun; Regie: Norman Foster)
- 1949: Tulsa (Regie: Stuart Heisler)
- 1949: Liebe auch ohne Patent (Free for All) (mit Bernard Herzbrun; Regie: Charles Barton)
- 1949: Tödlicher Sog (Undertow) (mit Bernard Herzbrun; Regie: William Castle)
- 1950: Abgeschoben (Deported) (mit Bernard Herzbrun; Regie: Robert Siodmak)
- 1950: Mein Freund Harvey (Harvey) (mit Bernard Herzbrun; Regie: Henry Koster)
- 1951: Sieg über das Dunkel (Bright Victory, mit Bernard Herzbrun; Regie: Mark Robson)
- 1951: Schwester Maria Bonaventura (Thunder on the Hill) (mit Bernard Herzbrun; Regie: Douglas Sirk)
- 1951: Die Höhle der Gesetzlosen (Cave of Outlaws) (mit Bernard Herzbrun; Regie: William Castle)
- 1952: Zu allem entschlossen (Meet Danny Wilson) (mit Bernard Herzbrun; Regie: Joseph Pevney)
- 1952: Meuterei am Schlangenfluß (Bend of the River) (Regie: Anthony Mann)

Regie
- 1952: Das schwarze Schloß (The Black Castle)
- 1953: Mündungsfeuer (Gunsmoke)
- 1953: Die Hand am Colt (Law and Order)
- 1953: Das goldene Schwert (The Golden Blade)
- 1953: Drei waren Verräter (Tumbleweed)
- 1954: Die Autofalle von Las Vegas (Highway Dragnet)
- 1954: The Big Moment (Kurzfilm)
- 1954: Adlerschwinge (Drums Across the River)
- 1955: The Crooked Web
- 1957: Das todbringende Ungeheuer (The Deadly Mantis)
- 1957: Die Höllenhunde des Pazifik (Hellcats of the Navy)
- 1957: Die Bestie aus dem Weltenraum (20 Million Miles to Earth)
- 1957: Die Augen des Satans (The Brain from Planet Arous)
- 1958: Attack of the 50 Foot Woman
- 1958: Sindbads siebente Reise (The Seventh Voyage of Sinbad)
- 1959: Der Henker wartet schon (Good Day for Hanging)
- 1961: Flight of the Lost Balloon (auch Drehbuch)
- 1962: Der Herrscher von Cornwall (Jack the Giant Killer)
- 1963: Das Schwert des Königs (Siege of the Saxons)
- 1964: Östlich vom Sudan (East of Sudan)
- 1964: Die erste Fahrt zum Mond (First Men on the Moon)
- 1969: Fahr zur Hölle, Gringo (Land Raiders)
- 1973: The Boy Who Cried Werewolf

Fernsehserien (Regie, einzelne Folgen)
- 1955–1956: My Friend Flicka (Flicka)
- 1956: I Tre Moschettieri (Italien)
- 1956: Crossroads
- 1959: Frances Langford Presents
- 1959: World of Giants
- 1959–1960: Men Into Space
- 1965–1966: A Man Called Shenandoah (Der Mann ohne Namen)
- 1965–1966: Voyage to the Bottom of the Sea (Die Seaview – In geheimer Mission)
- 1965–1968: Lost in Space (Verschollen zwischen fremden Welten)
- 1965–1970: Daniel Boone
- 1967: The Time Tunnel (Time Tunnel)
- 1968–1970: Land of the Giants (Planet der Giganten)

## Auszeichnungen
- 1942: Oscar für das beste Szenenbild (Schwarzweißfilm) in Schlagende Wetter
- 1947: Oscarnominierung für das beste Szenenbild (Schwarzweißfilm) in Auf Messers Schneide
- 1999: Life Career Award der Academy of Science Fiction, Horror and Fantasy Films